# Pertusaria hypoxantha
Pertusaria hypoxantha är en lavart som beskrevs av Malme. Pertusaria hypoxantha ingår i släktet Pertusaria och familjen Pertusariaceae.   Inga underarter finns listade i Catalogue of Life.